# Marcelo Costa (cantor)
Marcelo Costa (Andradas, 29 de maio de 1942) é um cantor, compositor, apresentador de televisão e locutor brasileiro. Desde pequeno, já estava envolvido com as atividades artísticas.

## Carreira
Junto com seu irmão Mauro, o apresentador formou a dupla Estrela do Brasil para apresentar-se no programa Serra da Mantiqueira, apresentado pelo Capitão Balduíno, que sempre dava oportunidades aos novos talentos, como Irmãs Galvão, Liu & Léu e a dupla Antonio & Antoninho.
Quando já era adolescente, o preconceito com a música sertaneja dominava as paradas de sucesso, fazendo com que Marcelo desistisse do sertanejo e começasse a cantar músicas populares, como o bolero, que dominava as rádios do país. No ano de 1962, Marcelo lançou o seu primeiro disco, Brasil Sertão, pela gravadora Chantecler. O seu primeiro sucesso foi o bolero "Ei de Ser a Esperança Em Sua Vida", uma declamação do radialista Sérgio Galvão. Emplacou vários sucessos como "Poema" e regravou o hit "Cowboy Fora da Lei", sucesso na voz de Raul Seixas. 
Junto com a cantora Nalva Aguiar, Marcelo Costa apresentou o seu primeiro programa de tevê. Estreou na Rede Bandeirantes o independente Brasil Rural. Em 1984, Marcelo estreou o programa que o consagrou, Especial Sertanejo, na Rede Record, onde criou vários bordões, como "Caba não, mundão" e "Ô lugarzinho abafadinho, sô". Ele foi o primeiro apresentador de TV a ter um programa totalmente sertanejo e lançou diversos cantores e duplas sertanejas que são sucesso na atualidade. O que poucos sabem é que ele não seria o apresentador oficial do programa. Graças à uma briga do radialista Zé Béttio com a direção da Record, a emissora resolveu substituir o apresentador Zé Russo e Marcelo Costa continuou o programa, que era mensal, depois virou quinzenal e tornou-se semanal, alcançando mais de 18 pontos de audiência. Até 2000, Marcelo permaneceu na Record, mas como o Especial Sertanejo era o programa mais antigo da emissora e, naquela época, a rede já aspirava rejuvenescer a programação nos moldes globais, a emissora decidiu tirar o programa do ar sem nada avisar. O apresentador revelou em sua entrevista ao Domingo Legal no dia 18 de setembro de 2016 que, na época, o diretor da atração comunicou o apresentador pelo telefone que o programa não estaria na grade da emissora no ano seguinte e não soube dizer o motivo. Tanto o diretor como o apresentador ficaram surpresos pela decisão, já que a atração era sucesso comercial na época. Marcelo Costa acredita que a decisão da Record em retirar seu programa do ar na época pode ter sido pelo fato do bispo Edir Macedo, que é dono da Record, que pedia para a produção levar duplas sertanejas de Goiás, que eram indicadas pelo bispo, sem comunicar o apresentador. Marcelo Costa disse que não levava essas duplas, porque não as conhecia e nem sabia como cantavam, assim não podia levar no seu programa um artista que nunca viu na vida.
Pouco tempo depois, Marcelo foi contratado pela CNT, que tinha uma parceria com a Gazeta, onde ficou por três anos. Porém, a direção da emissora pedia que ele não levasse muitas pessoas no auditório do programa e ele desobedecia a ordem e sempre levava muita gente, isso acabou criando um mal estar entre a direção da emissora e o apresentador, o que contribuiu para o fim do programa.
Hoje, o cantor e compositor mora na cidade de Campinas, interior de São Paulo, em uma bela casa de mais de 800 metros de construção. Solteiro, o apresentador tem dois filhos adotivos e uma neta, de 13 anos, Rafaela, filha de Rui, 45 anos. O outro filho de Marcelo seguiu os passos do pai. David é advogado e mestre na área tributarista, com apenas 37 anos. Formado também em Educação Física, Marcelo caminha todos os dias, tendo uma vida tranquila. Gosta de teatro, cinema e, mesmo com a aposentadoria do chapéu, o apresentador ainda é reconhecido nos diversos lugares por onde passa. 
Marcelo Costa hoje leva uma vida pacata e tranquila e não faz mais shows, porém revelou que gostaria de voltar a comandar um programa na televisão. Afirmou ainda que os amigos da TV o abandonaram, muitos só estavam por perto quando ele estava no auge do sucesso.